# Sparrige Zwergmispel
Die Sparrige Zwergmispel oder Sparrig-Steinmispel (Cotoneaster divaricatus) ist eine Pflanzenart aus der Gattung Zwergmispeln (Cotoneaster) in der Subtribus der Kernobstgewächse (Pyrinae). Das natürliche Verbreitungsgebiet liegt in China, in Europa ist sie ein Neophyt. Sie wird häufig als Zierpflanze verwendet.

## Beschreibung

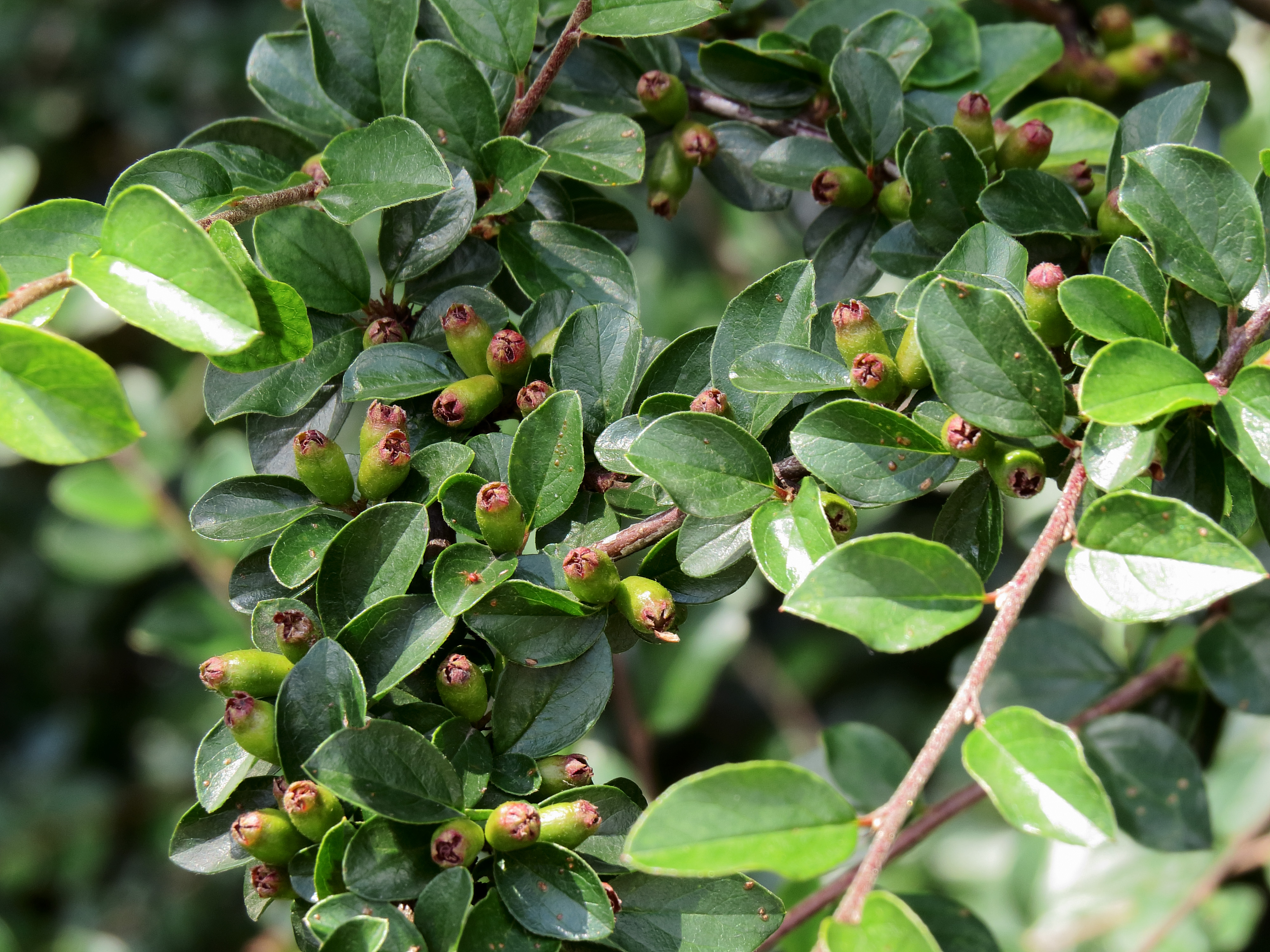
Zweige mit wechselständigen Laubblättern und unreifen Früchten

### Vegetative Merkmale
Die Sparrige Zwergmispel ist ein aufrechter, sommergrüner Strauch, der Wuchshöhen von bis zu 2 Metern erreicht. Die Rinde der weit bogig abstehenden, stielrunden, dünnen Zweige ist dunkel rötlich-braun oder dunkel grau-braun, anfangs striegelig behaart und später verkahlend.
Die wechselständig an den Zweigen angeordneten Laubblätter sind in Blattstiel und Blattspreite gegliedert. Der Blattstiel ist 1 bis 2 selten bis 3 Millimeter lang und flaumig behaart. Die Blattspreite ist einfach, oval oder breit oval, selten verkehrt-eiförmig, 0,7 bis 2 Zentimeter lang und 0,5 bis 1 Zentimeter breit, mit spitzer oder selten mehr oder weniger stumpfer und manchmal stachelspitziger Blattspitze und breit keilförmiger Basis. Die Blattoberseite ist glänzend dunkelgrün, anfangs flaumig behaart, später beinahe kahl mit mehr oder weniger eingesenkten Blattadern; die Blattunterseite ist heller, anfangs ebenfalls flaumig behaart mit hervortretenden Blattadern. Die Herbstfärbung der Laubblätter ist braunrot. Die Nebenblätter sind linealisch-lanzettlich, leicht behaart und fallen früh ab.

### Generative Merkmale
Zwei bis vier Blüten stehen in einem 5 bis 6 Millimeter durchmessenden Blütenstand zusammen. Die Tragblätter sind linealisch-lanzettlich und leicht behaart. Die Blütenstiel ist leicht behaart und 1 bis 2 Millimeter lang.
Die zwittrigen Blüten sind bei einem Durchmesser von 3 bis 4 Millimetern radiärsymmetrisch und fünfzählig mit doppelter Blütenhülle. Der Blütenbecher ist außen leicht behaart. Die Kelchblätter sind dreieckig, spitz und 1 bis 2 Millimeter lang. Die fünf Kronblätter sind aufgerichtet, rosafarben, eiförmig oder länglich, 3 bis 4 Millimeter lang und 2 bis 3 Millimeter breit, mit stumpfer Spitze und kurz genagelter Basis. Die 10 bis 15 Staubblätter sind kürzer als die Kronblätter. Die Spitze des Fruchtknotens ist flaumig behaart. Die zwei freistehenden Griffel sind kürzer als die Staubblätter.
Die bei Reife roten Früchte sind bei einem Durchmesser von 5 bis 7 Millimetern ellipsoid und leicht flaumig behaart. Jede Frucht enthält meist zwei, selten einen oder drei Kerne.
Die Sparrige Zwergmispel blüht von April bis Juni, die Früchte reifen von September bis Oktober.

## Vorkommen
Das natürliche Verbreitungsgebiet von Cotoneaster divaricatus liegt in den chinesischen Provinzen Anhui, Gansu, Guizhou, Hubei, Hunan, Jiangxi, Shaanxi, Sichuan, Yunnan, Zhejiang und in Xinjiang sowie in Tibet. In Österreich, Deutschland und Großbritannien ist die Sparrige Zwergmispel ein Neophyt.
Die Sparrige Zwergmispel wächst in Bergwäldern und Strauchflächen in Höhenlagen von 1600 bis 3400 Metern an sonnigen bis lichtschattigen Standorten. Sie gedeiht am besten auf mäßig trockenen bis frischen, schwach sauren bis stark alkalischen, sandig-kiesigen, sandig-lehmigen, felsigen und flachgründigen Böden. Die Sparrige Zwergmispel ist frosthart.

## Systematik
Die Art Sparrige Zwergmispel (Cotoneaster divaricatus) gehört zur Gattung der Zwergmispeln (Cotoneaster) aus der Untertribus der Kernobstgewächse (Pyrinae) der Tribus Pyreae in der Unterfamilie Spiraeoideae innerhalb der Familie der Rosengewächse (Rosaceae).
Die Erstbeschreibung von Cotoneaster divaricatus erfolgte im Jahr 1912 durch Alfred Rehder und Ernest Henry Wilson. Der Gattungsname Cotoneaster leitet sich vom lateinischen cotoneum (malum) für die Quitte (Cydonia oblonga) ab und die Endung „aster“ ist eine Vergröberungsform für Pflanzengruppen, die im Vergleich zu ähnlichen Gruppen als minderwertig betrachtet werden. Das Artepitheton divaricatus stammt ebenfalls aus dem Lateinischen und bedeutet „auseinander gespreizt“ oder „sperrig“.

## Verwendung
Die Sparrige Zwergmispel wird sehr häufig aufgrund ihrer bemerkenswerten Früchte und der auffallenden Herbstfärbung als Ziergehölz verwendet.

## Nachweise